# ザーヴィエン県

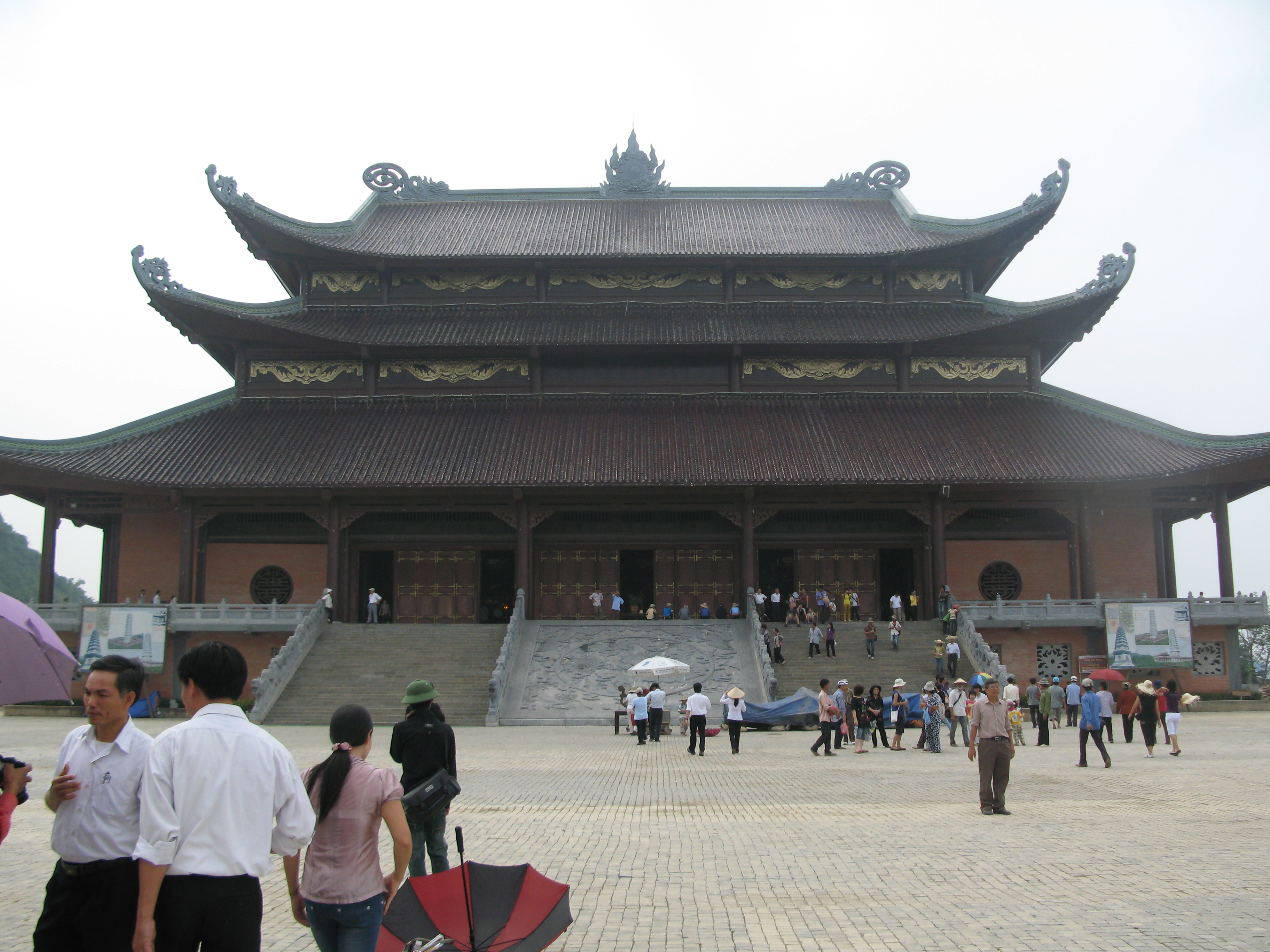
バイディン寺

ザーヴィエン県（ザーヴィエンけん、ベトナム語：Huyện Gia Viễn / 縣嘉遠?）は、ベトナム社会主義共和国ニンビン省の県である。面積は175.5km²、人口は119,284人（2008年）である。

## 行政区画
1市鎮20社を管轄する。